# Fabián Benítez
Fabián Raúl Benítez Gómez (* 10. Januar 1983 in Encarnación) ist ein ehemaliger paraguayischer Fußballspieler, der einen Großteil seiner Karriere in Chile spielte.

## Karriere
Fabián Benítez begann seine Profikarriere 2001 in seiner Heimat bei Olimpia. Zur Saison 2005 wechselte er nach Chile zu Universidad de Concepción. Bei seinem zweiten Engagement bei Universidad de Concepción beendete er 2015 seine Karriere, nachdem er mit dem Team die Copa Chile gewonnen hatte. Zwischenzeitlich spielte er für den CD Cobreloa, vier Jahre für Audax Italiano, den CSD Colo-Colo und CD San Luis de Quillota.

## Erfolge
Universidad de Concepción
- Chilenischer Pokalsieger: 2015